# Merna Kennedy

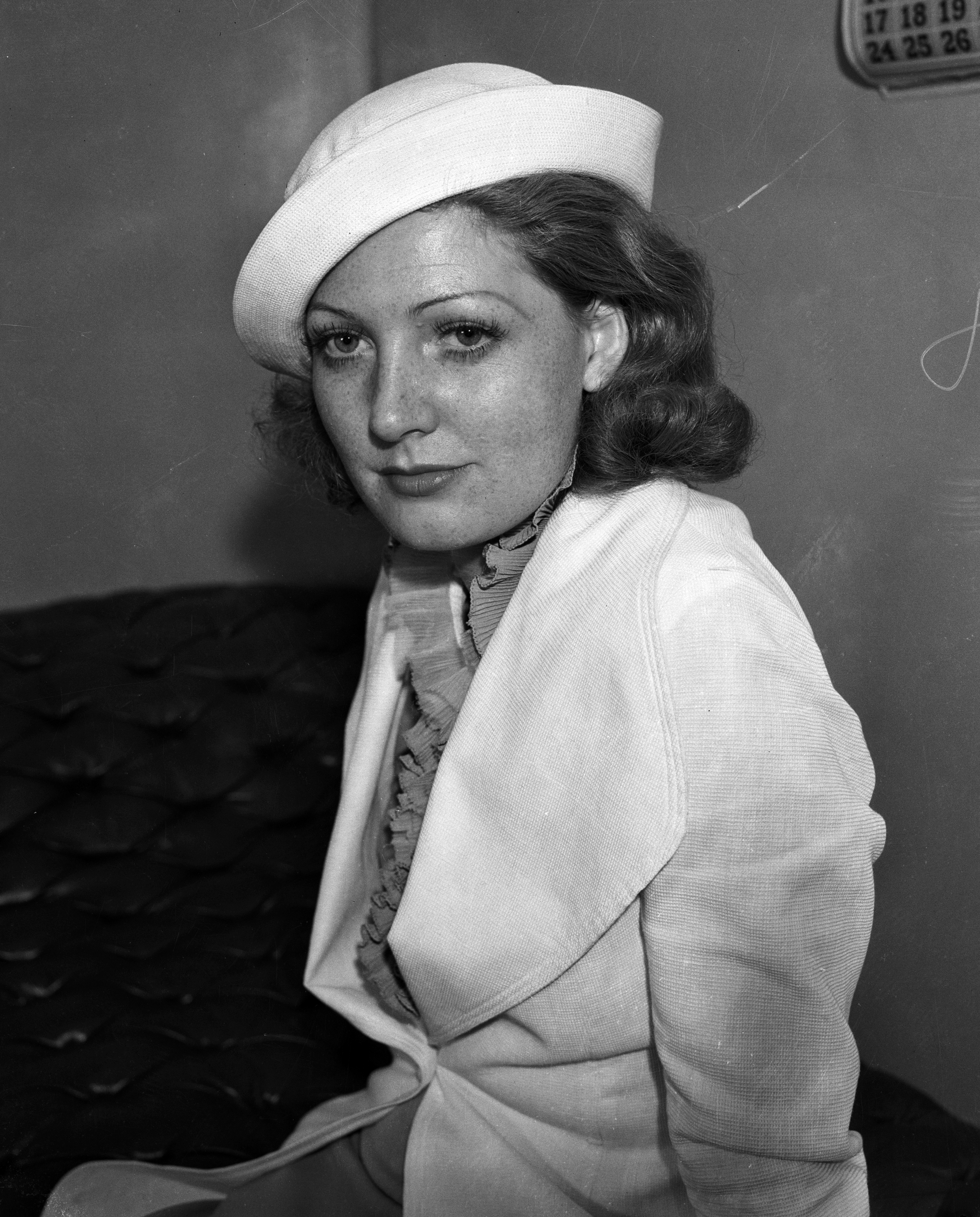
Merna Kennedy (1934)

Merna Kennedy (* 7. September 1908 in Kankakee, Illinois als Maude Kahler; † 20. Dezember 1944 in Los Angeles, Kalifornien) war eine US-amerikanische Schauspielerin.

## Leben
Merna Kennedy stand bereits mit sieben Jahren erstmals auf Vaudeville-Bühnen. Die Schauspielerin, Tänzerin und Sängerin war eng mit Charlie Chaplins zweiter Ehefrau Lita Grey befreundet. Die Freundschaft endete 1927, als Lita Grey von der Affäre zwischen Merna und ihrem Mann erfuhr. Als Hauptdarstellerin von Chaplins Film Der Zirkus gab sie 1928 ihr Filmdebüt, gleichzeitig bedeutete diese Rolle den größten Erfolg ihrer kurzen Karriere. Sie drehte noch einige heute weniger bekannte Stumm- und Tonfilme, ehe sie sich 1934 nach insgesamt 28 Filmen von der Schauspielerei zurückzog.
Merna Kennedy war von 1934 bis 1936 mit dem Regisseur und Choreographen Busby Berkeley verheiratet. Am 16. Dezember 1944, nur vier Tage vor ihrem Tod, heiratete sie in zweiter Ehe Forrest Brayton. Sie starb im Alter von nur 36 Jahren an Herzversagen. Ihr Grab befindet sich auf dem Inglewood Park Cemetery.

## Filmografie
- 1928: Der Zirkus (The Circus)
- 1929: Broadway
- 1929: Barnum Was Right
- 1929: Skinner Steps Out
- 1930: The Rampant Age
- 1930: Embarrassing Moments
- 1930: Der Jazzkönig (King of Jazz)
- 1930: Worldly Goods
- 1930: Midnight Special
- 1931: Stepping Out
- 1932: The Gay Buckaroo
- 1932: Lady with a Past
- 1932: Ghost Valley
- 1932: Come On, Tarzan
- 1932: The All-American
- 1932: Red-Haired Alibi
- 1933: Laughter in Hell
- 1933: Emergency Call
- 1933: Easy Millions
- 1933: Don’t Bet on Love
- 1933: I Love That Man
- 1933: Arizona to Broadway
- 1933: Police Call
- 1933: The Big Chance
- 1933: Mast- und Schotbruch! (Son of a Sailor)
- 1934: Wonder Bar
- 1934: Ein feiner Herr (Jimmy The Gent)
- 1934: I Like It That Way